# Chiesa della Madonna della Costa
La chiesa della Madonna della Costa è stato un luogo di culto cattolico situato nel comune di Levanto, in salita Madonna della Costa, in provincia della Spezia. L'antico complesso è situato alla destra dell'oratorio di San Giacomo.

## Storia e descrizione
Secondo alcune fonti, non supportate da documenti certi, il sito religioso di Santa Maria Assunta della Costa, così la reale intitolazione, potrebbe essere stato edificato in un periodo antecedente la chiesa parrocchiale di Sant'Andrea apostolo, quindi nel XII secolo e pertanto da considerarsi come il più antico edificio di culto del borgo di Levanto. In realtà si è a conoscenza (grazie a una trascrizione ottocentesca) di un'epigrafe riportante la data di una consacrazione nel 1334. Si può supporre che l'edificio preesistente avesse subito lavori di restauro in questa data. 
La chiesa fu di proprietà della Comunità del Borgo di Levanto fino all'8 gennaio 1528 quando ne venne ceduto il patronato per riconoscenza a Giovanni Gioacchino Da Passano, esponente della nobile famiglia che ebbe il vassallaggio su Levanto prima e anche dopo il giuramento di fedeltà verso la Repubblica di Genova (1229). Nel 1640 da chiesa "semplice" fu elevata a prevostura, dopoché nel 1663 Giò Maria Da Passano ottenne titolo di marchese e riuscì a far diventare Santa Maria abbazia in perpetuo.
Nel 1753 l'abate Alberto Scanio fece affrescare tutta la chiesa con raffigurazioni della vita della Vergine. Attualmente il sacro edificio è sconsacrato ed adibito ad altri usi. 
Di pregio artistico resta il sovrapporta, posto sulla facciata sopra l'ingresso principale, realizzato in marmo bianco di Carrara dallo scultore o comunque della bottega di Giovanni Gaggini. Il cinquecentesco bassorilievo raffigura San Giorgio e il drago con la particolarità di avere impresse le armi nobiliari dei Da Passano.